# Ашимова Анна Рафаелівна
Анна Рафаелівна Ашимова (у шлюбі Гайдаш; нар. 9 січня 1973, Улан-Уде) — російська акторка, виконавиця ролі Ніни Пухової у знаменитому новорічному фільмі 1982 року «Чародії».

## Життєпис
Народилася 9 січня 1973 року у місті Улан-Уде, де її батько, Рафаель Ашимов, служив у інженерних військах. У 1980 році сім'я переїхала до Москви. На проби у фільм «Чародїї» Анна потрапила випадково: вона займалася танцями, малюванням та співом у Палаці піонерів, куди для пошуку маленької акторки прийшла асистентка Костянтина Бромберга. Аня опинилася серед відібраних дівчаток і пройшовши всі проби, була затверджена на роль екранної сестри героя Олександра Абдулова. Незважаючи на те, що протягом усього фільму Анна не говорить і не співає своїм голосом (її репліки були переозвучені Світланою Харлап, а вокал по черзі виконали Лариса Доліна та Ольга Рождественська), фільм приніс їй відомість та славу. Поряд із цим був і тиск з боку однолітків, який, можливо, став причиною того, що Анна не зацікавилася акторською кар'єрою, і роль Ніни Пухової так і залишилася її єдиною роботою в кіно.
Після закінчення школи Анна вступила до Державної Академії Управління (нині Державного університету управління) на факультет економічної кібернетики за спеціальністю " Автоматизовані системи керування " (АСУ).
Одружена з Кирилом Гайдашем, у шлюбі народився син Олександр.

## Ролі у кіно
- 1982 — Чародії — Ніна Пухова, сестра Івана (головна роль)